# زنگوئی (نهبندان)
زنگوئی روستایی در دهستان میغان بخش مرکزی شهرستان نهبندان استان خراسان جنوبی ایران است. بر پایه سرشماری عمومی نفوس و مسکن در سال ۱۳۹۰ جمعیت این روستا ۲۳ نفر (در ۸ خانوار) بوده است.